# خطوط رابط جادویی (فیلم)
خطوط رابط جادویی (ژاپنی: 日本黒社会) فیلمی ژاپنی به کارگردانی تاکاشی میکه محصول سال ۱۹۹۹ است. این فیلم سومین فیلم در سه‌گانه جامعه تثلیث میکه است که با نام سه‌گانه جامعه سیاه هم شناخته می‌شود.

## کتابشناسی
- Mes, Tom (2006). Agitator: The Cinema of Takashi Miike. FAB Press. ISBN 1-903254-41-8.